# هاونتینگتن (اورگن)
هاونتینگتن (به انگلیسی: Huntington) شهری در شهرستان وسکو ایالت اورگن است و در سرشماری سال ۲۰۱۱ میلادی، ۴۳۳ نفر جمعیت داشته که نسبت به سال ۲۰۱۰، ۰ درصد رشد جمعیت داشته‌است.